# 히키메카기하나
히키메카기하나(일본어: 引目鉤鼻)는 헤이안 시대, 가마쿠라 시대의 그림에서 볼 수 있는, 특히 귀족의 얼굴의 묘사법의 한 가지이다. 눈은 실눈, 코는 작은 메부리 코, 통통한 얼굴의 윤곽을 특징으로 한다.